# 投币祈福

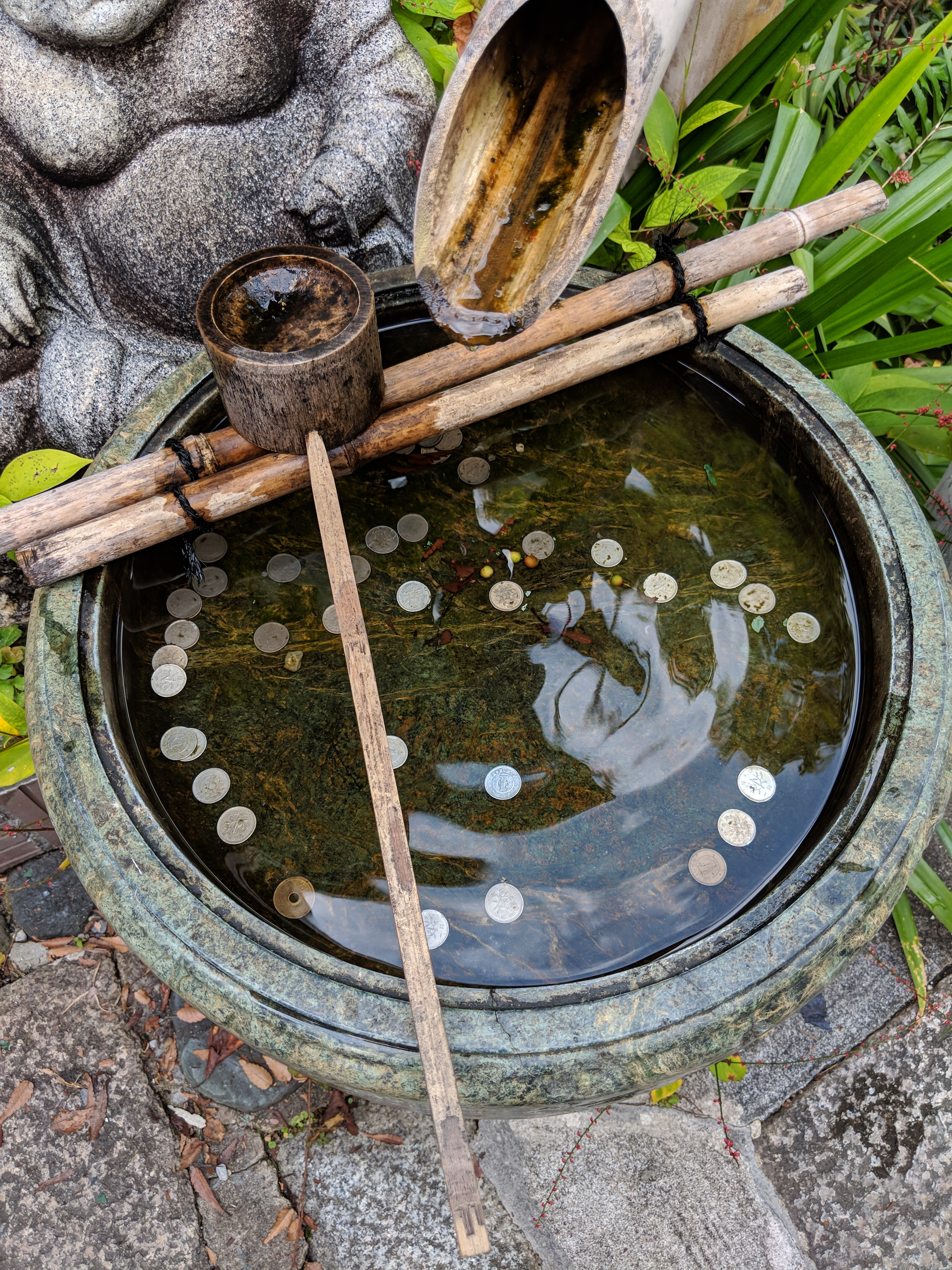
接水处的小额日元硬币

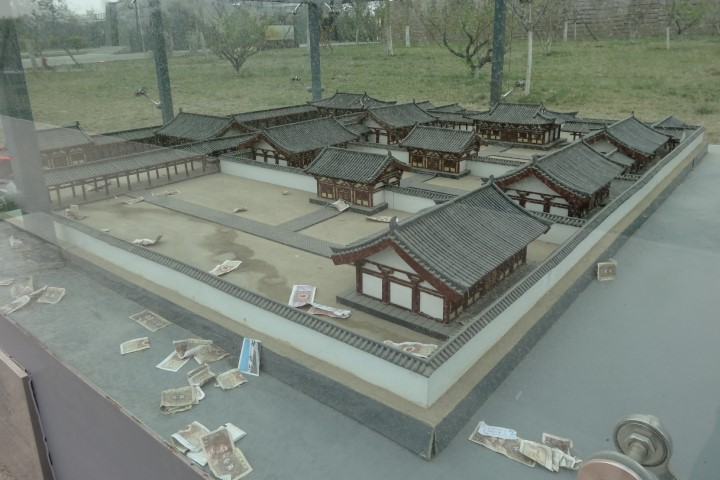
大明宫遗址公园内的玻璃展柜被游客塞入纸币

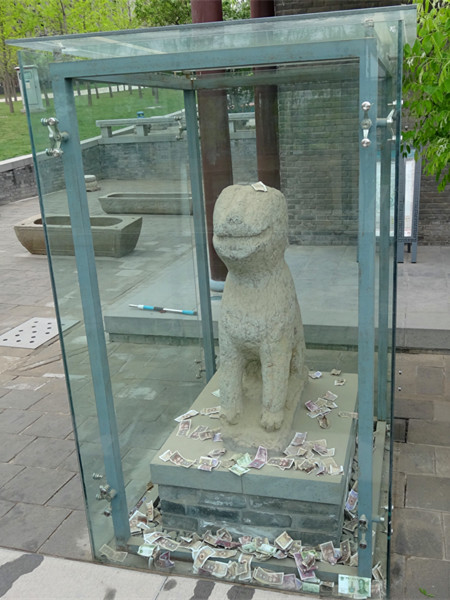
秦二世陵公园内一个石像展柜中被塞入纸币

投币祈福，是指向河流、湖泊、池塘、水井、喷泉、神像、铃铛、交通工具等特定事物投掷钱币来祈福、消灾、许愿的行为与现象，在中国、泰国、印度、意大利、英国和德国等地均有类似的习俗。
投币祈福的活动有时会伴有一定的投掷游戏性质，如要求投币者用硬币击中香炉、铃铛、金钱等特定的目标，或者投到特定的位置，如投入香炉里面，穿过钱眼，投入动物像口中等，亦或者打水漂在水面弹起足够多的次数，方能达到所谓祈福的目的。

## 中国

### 早期厌胜钱
中国古代被用来驱邪祈福的钱币被称为“厌胜钱”或“压胜钱”、“押胜钱”等，具体起源时间有具有争议。其做法源于“厌胜法”，是中国古代的一种巫术，当时人们认为运用厌胜法可以制服他们想要制服的人或者物。厌胜法在《汉书》、《后汉书》中具有记载。魏晉時期著名史學家陳壽所著的《益都耆旧传》中记载，有人因从井中捞出别人的厌胜钱而恍惚不安，重新投入井中后方才恢复正常。

### 宗教信仰影响

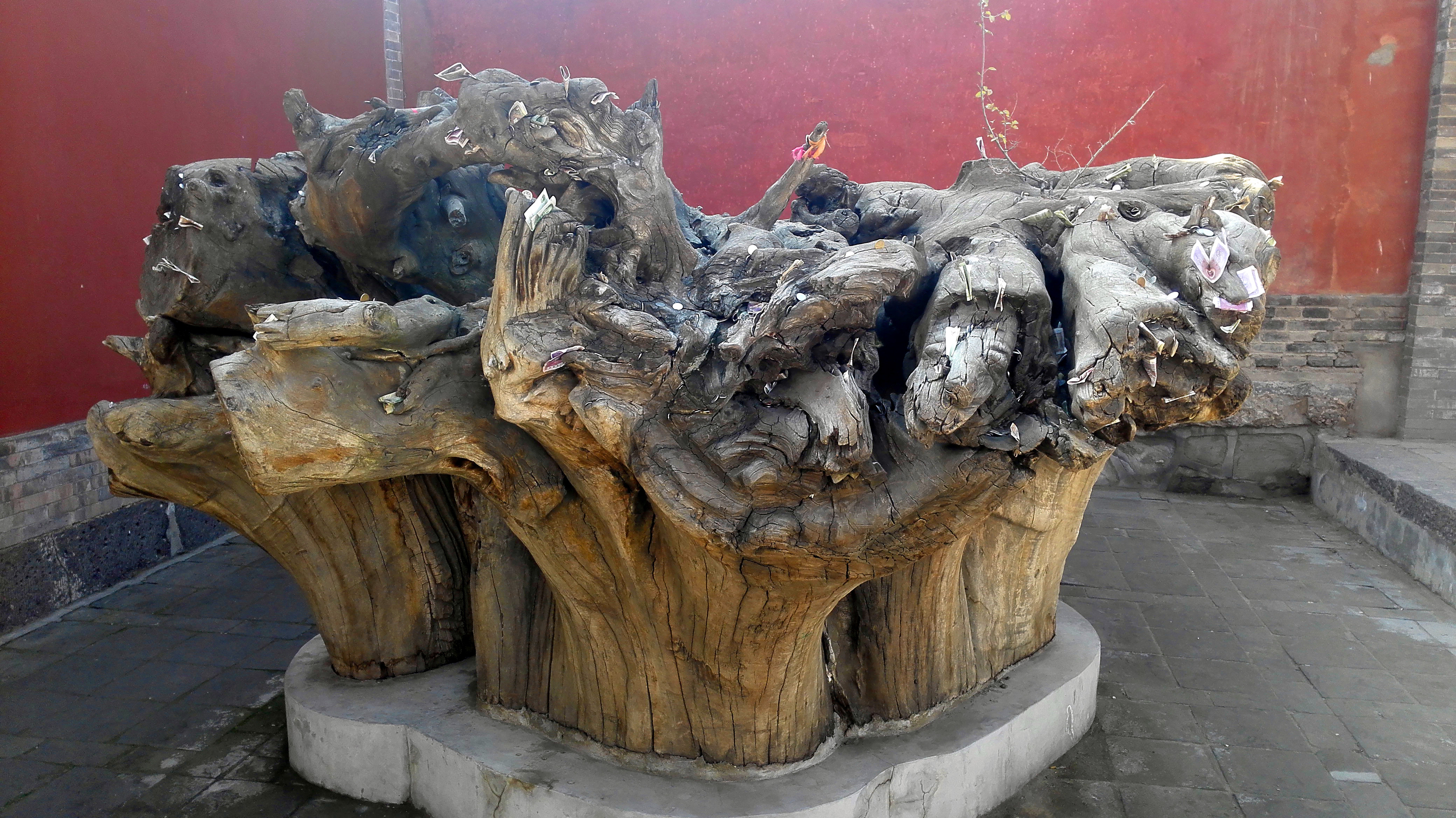
呼和浩特大召寺内一个塞有大量钱币的树根

唐代《朝野僉載》中记载“並州石艾、 壽陽二界有妬女泉，有神廟，泉水沈潔澈千丈。祭者投錢及羊骨，皎然皆見”。
至少到清末民初开始，一些宗教场所即开始设置投币游戏来供游人娱乐。北京白云观的“打金钱眼”游戏至少可追溯到1920年代初，戏曲家吴梅到观中游览时曾见到白云观庙门的大桥下悬挂一个磬，游人向磬掷钱，如果能够击中则被认为将会“大吉大利”。1935年出版的《旧都文物略》中特别提到白云观投币处没有任何台阶可供人下去拾回钱币，仅正月十九日纪念丘处机生辰举行的十日庙会期间，游人投掷的钱币就可达上万枚，足够观中道人一年的花销。
受白云观影响，北京周边的其他寺庙观宇也开始设置类型的游戏来收集游人、香客的捐献。如东岳庙的“投钱求子”游戏，觉生寺的“打钟眼”游戏等。随着旅游业的发展，此类游戏扩展到中国大陆各地的宗教场所中。很多景点，如泰山玉皇顶，为方便游客投币祈福，还会设有专门工作人员帮助游客兑换硬币。
凡是被认为有灵性的动物，有美好寓意的历史遗迹都被放了大量的钱币，这种盲目的祈福不仅增加了景点工作人员的负担，也破坏了历史遗迹的风貌和动物的生存环境。

### 西方文化影响
随着欧美文化进入中国，欧洲的许愿井文化被中国大众所熟知。
1953年拍摄的美国经典浪漫爱情电影《罗马假日》在1986年经长春电影制片厂译制后在中国大陆上映，引发了一场观影狂潮。不仅片中女主角的发型和服饰成为当时的流行时尚，而且“罗马许愿池”特雷维喷泉抛硬币许愿的情节也成为一代人关于爱情和浪漫的经典记忆。受其影响，一些景点将原有的水池改名为许愿池，或者新建许愿池，如遵义金鼎山玉皇殿的九龙池，洪洞广济寺的放生池，苏州水月寺的放生池均被改名为许愿池。
西方许愿井和许愿池文化的普及还产生了另一个影响，就是很多游客会主动向景区内任何存水的地方投币，除了专门设置的许愿池，喷泉、水缸、鱼池都成为投币的目标。不仅在佛寺道观等宗教场所，在一些并不适合投币祈福的地方，如侵华日军南京大屠杀遇难同胞纪念馆西侧和平公园的水池，雷峰塔遗址玻璃幕墙内，北京自然博物馆的恐龙化石骨架周围，洛阳博物馆的石棺，以及陕西历史博物馆的兵马俑展柜等均有游客投币。一些景区的坑洼、洞穴，以及玻璃护罩也被用来投币。

### 負面影響

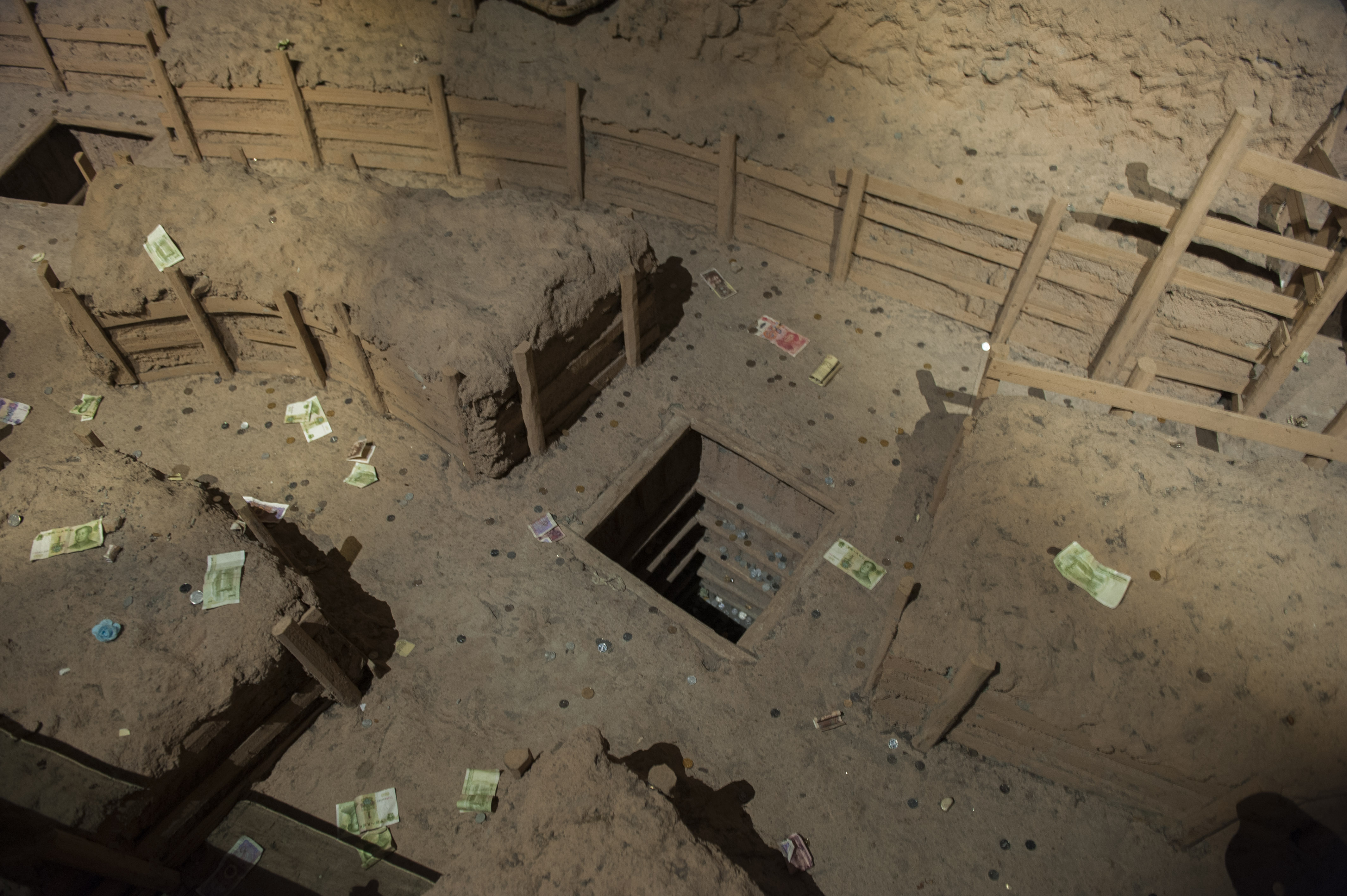
湖北省博物馆铜绿山铜矿模型上的零钱

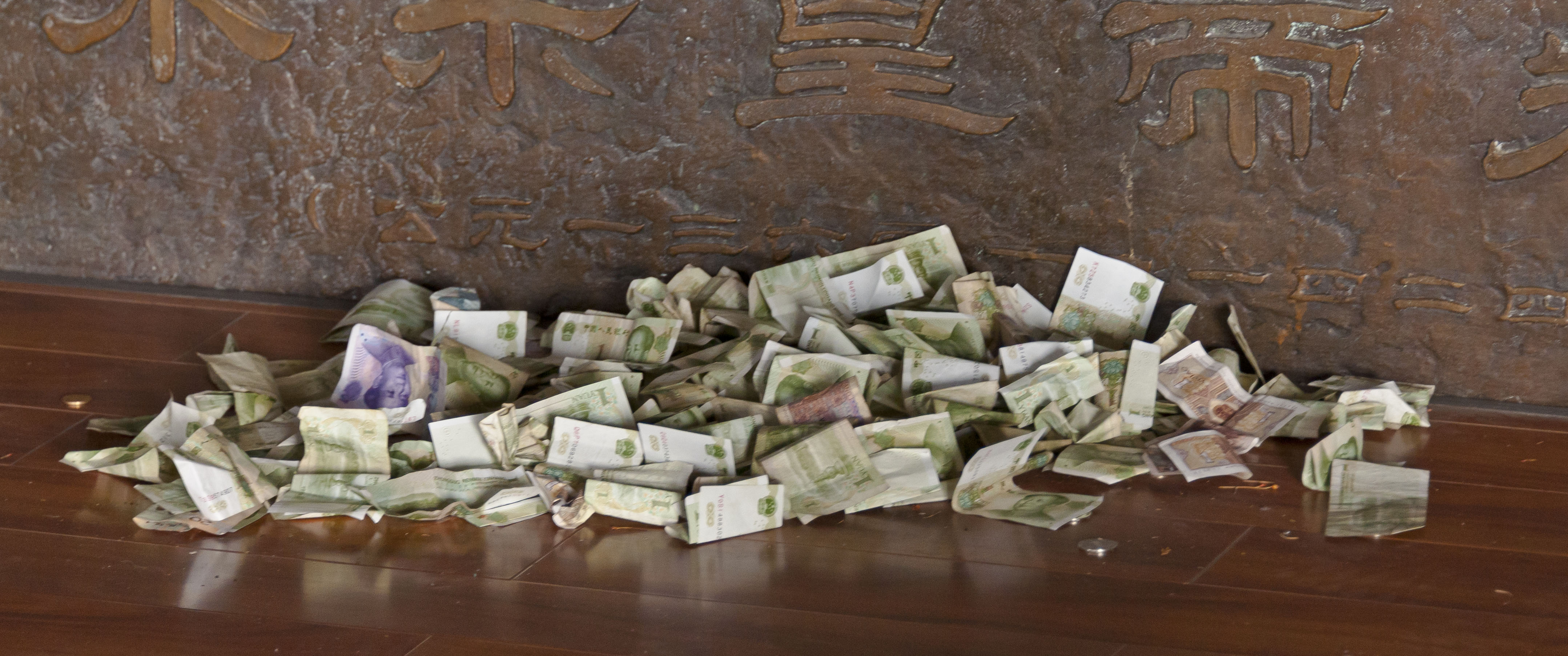
明长陵祾恩门永乐皇帝朱棣铜像前的零钱

2016年1月，据华西都市报报道，重庆市巫山博物馆展厅中一具三峡悬棺中堆满了游客投下的人民币，棺内古人遗骸被钱币遮挡完全看不清楚。
2017年1月春节期间，上海动物园的扬子鳄鱼池和大鳄龟展览池中，被部分游客投入多达上百枚的硬币。据记者访问，部分游客投币是效仿寺庙，向长寿动物投硬币祈福，但也有游客是因为部分动物在冬季不够活跃，用硬币砸醒动物，试探反应。
2017年3月5日，长沙市的湖南烈士公园海洋世界的一只年仅20岁的海龟因食入游客投掷额硬币窒息死亡。

#### 向飛機引擎投幣
2017年6月27日，上海浦东机场一架准备飞往广州的南航航班，因发现一位八十多歲老婦在登机途中向飞机发动机抛撒硬币祈福，导致航班延误，事件报道后引发社会关注。媒体人西坡于《新京报》发表评论文章《向飞机发动机投币“祈福”，陋习就是陋习》，认为投币祈福跟中世纪天主教会兜售赎罪券的逻辑相近，本质是违反秩序或规则，属于陋习。
2017年7月27日，深圳航空承运南宁经停武汉飞往沈阳的航班上，一名男子站在舷梯上朝飞机发动机方向投掷硬币，随后该航班取消，对飞机进行检查。李某的行为直接导致飞机检修、旅客滞留、航班取消，造成经济损失合计7万余元。同年9月，深航将李某起诉至武汉黄陂区人民法院，要求李某承担全部经济损失7万余元。一审法院对航空公司诉求予以支持，判决李某赔偿7万余元。其后李某提起上诉，认为航空公司核算得出的经济损失无证据支持，他应当承担部分责任。武汉市中级人民法院作出二审判决，双方达成调解，乘客赔偿航空公司5万余元。此后，李某支付赔款，并承担一审二审案件受理费1510元。
2017年10月18日，祥鹏航空由安庆飞往昆明的8L9960航班，一名旅客在安庆机场向飞机发动机投掷物品，安庆机场机务人员发现后立即予以制止，并对飞机进行详细检查，随即在飞机发动机附近地面发现一枚硬币。公安机关随即对涉事旅客进行控制调查。为确保飞行安全，祥鹏航空取消当日航班并对飞机发动机进行全面检查。2019年2月17日，祥鹏航空由安庆飞往昆明的8L9960航班，工作人员在绕机检查时在左发动机附近发现两枚硬币，后经机组广播询问，一名28岁的男乘客承认为保平安向飞机投掷硬币。此次事件给祥鹏航空造成直接经济损失14万余元。3月10日，祥鹏航空计划从济南飞往成都的8L9616次航班，在济南过站登机时，乘务员发现有两名女旅客向廊桥外扔硬币，当事旅客随即被移交机场公安，事件导致航班延误两小时。
2019年4月2日，武汉天河国际机场，一男子听从丈母娘叮嘱向飞机引擎扔了三枚硬币“祈福”，导致飞机上上百名旅客延误起飞30分钟，男子随后被处行政拘留10日。
2019年4月16日，由内蒙古呼和浩特飞往赤峰的天津航空GS6681航班，一名66岁的乘客在登机舷梯处向飞机发动机方向投掷6枚硬币祈福，事后被处以行政拘留10日处罚。
2019年4月20日，中国南方航空由南宁飞往曼谷的CZ8427航班，因旅客向机下投掷硬币延误。该旅客自称是第一次坐飞机，为了祈福在舱门与廊桥连接处向机头方向投掷了6枚硬币。最终硬币全部找到，经检查后，飞机延误78分钟起飞。事后该旅客被公安机关依法拘留。
2019年6月4日，三亚凤凰机场警示标语“敬告：向飞机投币祈福是破坏安全有损福报的违法行为”见诸网络后，再度引发社会讨论。
2023年10月29日9时，中国南方航空CZ3121航班（广州白云-北京大兴）航班在上客期间，机务人员发现有旅客往飞机投掷硬币并立即进行安全检查，在机腹附近区域发现两枚硬币。随即南航对飞机开展全面检查，最终导致航班延误。涉事旅客被机场公安带走配合调查。
2024年3月6日，南航由三亚飞往北京的CZ8805次航班，因有旅客往飞机投掷硬币，导致航班延误4小时。涉事旅客已被机场公安带走调查。

### 处理措施
对游客的投币行为，各非宗教场所景点的态度并不相同。明十三陵定陵景区的态度是不鼓励、不制止，并制定有《游客投币管理规定》规范游客所投钱币的处理。景区工作人员会在闭馆后进行集中清扫，一般旺季每10天收集、清点一次，淡季每15天收集、清点一次。每年可收集人民币十几万元。按照景区规定，游客所投钱币不得用于景区人员的工资、奖金，但可用于景区的基础设施建设和不被列入国家文保修缮的小的文物保护修缮项目。北京雍和宫则认为投币行为影响景区秩序，且对文物造成很大伤害。为保护文物，雍和宫景区管理人员在文物旁边设起围栏、警戒线，加警示牌提醒或直接用玻璃罩保护起来，但效果并不理想。

## 欧美

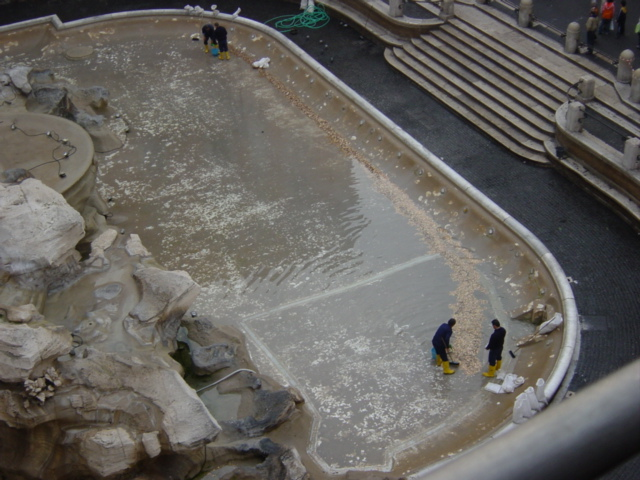
工作人员正在清理特雷维喷泉水池中的硬币

意大利首都罗马的特雷维喷泉有投币祈福的習俗，传说旅人如果投掷一枚钱币在特雷维喷泉，他们以后将会再度返回到罗马。每天有大约3000欧元被扔到水池中。2016年，共计有大约150万美元的硬币被扔到喷泉里。这些钱被用于资助罗马的一间乞丐超市；虽然违法，但经常有人试图从喷泉中取走硬币。有报道称，罗马市长还曾计划利用喷泉中的硬币偿还市政府的债务。
在美国拉斯维加斯，由于倚重博彩业，运气也就显得尤为重要，因此很多人向水池中投掷硬币。除了被人从水中取走的和被吸入排水系统的一小部分，水池中大部分的硬币都被捐赠给了慈善机构，仅百乐宫酒店每年就向慈善机构捐赠12000美元左右来自其音乐喷泉的硬币。

## 印度
印度人一般向恒河、亚穆纳河等圣河中扔硬币。对于为什么向河流中投掷硬币，很多人都不知道原因，仅仅是遵从一种传统或者风俗。一般认为是向水里扔硬币是为了祈福。而对于这一习俗产生的原因，有分析认为河流是古代饮用水的重要来源之一，而印度古代硬币的材质多为铜或者铜合金，将铜放入水中具有杀菌的作用，因此人们将铜币扔到河流中有利于饮水卫生。
从河流中打捞硬币是被许可的，由于印度现代的硬币多为钢质，很多贫穷的人会使用磁铁收集河底的硬币，也有人直接下潜到严重污染的圣河中进行打捞。

## 泰國
泰国有投币祈福的习俗，2017年3月泰国吞武里府的一个景点池塘中的一只25岁的海龟因吞食大量的硬币导致胃部膨胀，而膨胀的胃部压迫龟壳使龟壳破裂，引起了感染。经过了手术，从其体内移除了915枚硬币，重达5公斤。手术两周后因术后感染并发症死亡。后来被制成动物标本放置于泰国国立朱拉隆功大学。6月14日，学校里为其举行了一场传统的佛教超度仪式。

## 日本
在日本，因“五元”谐音“有缘”，5日元的硬币又被成为“福钱”（福銭），很多景点设有清洗福钱的地方。日本民间有向佛寺神社捐献香油钱（賽銭）的习俗，一般是将香油钱投放到功德箱中，多为5日元硬币，但向水池中投掷硬币原本并不多见。随着外国游客的增多，很多景点的水池中都被投入了大量的硬币。即使在一些景点向水中投掷硬币是不被允许的，依然有很多外国人向里面扔，如富士山的忍野八海，2015年7月管理方从涌池中打捞出1日元硬币6300枚，其他面额的日元硬币27025日元，人民币和港元硬币307枚。